# Udești
Udești è un comune della Romania di 7 638 abitanti, ubicato nel distretto di Suceava, nella regione storica della Moldavia e Bucovina. 
Il comune è formato dall'unione di 11 villaggi: Chilișeni, Luncușoara, Mănăstioara, Plăvălari, Poieni–Suceava, Racova, Reuseni, Rușii–Mănăstioara, Securiceni, Știrbăț e Udești.
Il principale monumento del comune è la Chiesa della decapitazione di San Giovanni Battista (Tăierea capului Sfântului Ioan Botezătorul) nell'abitato di Reuseni, fatta costruire da Ștefan cel Mare tra il 1503 ed il 1504.